# リフレクソロジー
リフレクソロジー（英: reflexology）または反射療法（はんしゃりょうほう）とは、主に足の裏（手の平などを含む場合もある）の特定部位を押せば体の特定部位に変化が起こるという疑似科学の考えに基づき、疲労の改善などをはかる代替療法である。語源は、reflex（反射）と-ology（学や論の意味を表す名詞を作る接尾辞）を合わせた造語であるとの説が有力。「リフレ」と短縮して呼ばれることもある。日本での普及初期にはフットケアとも呼ばれた。
リフレクソロジーの効能に関する有力な科学的根拠は確認されていない。多発性硬化症による排尿症状に関してのみ例外的に有意な改善が見られたものの、概してリフレクソロジーによる特定の症状への効用は確認されなかったとする研究データも存在する。
リフレクソロジーを行う人はリフレクソロジスト（英: reflexologist）または反射療法士と呼ばれる民間療法士であり、他人に対して治療目的の施術をすることはできない。

## 歴史

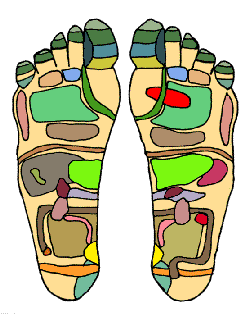
足のリフレクソロジーのチャートの一例

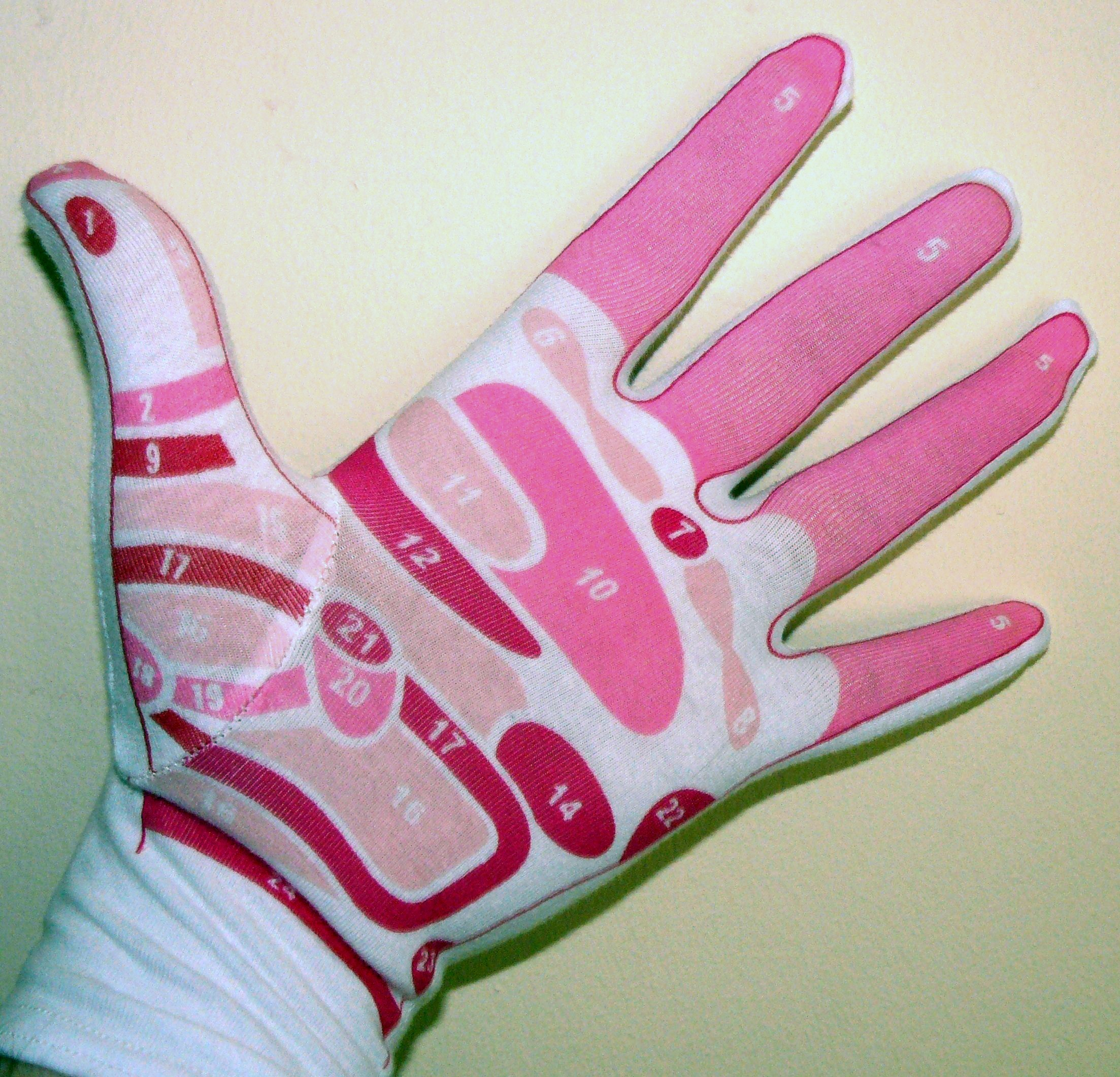
手のリフレクソロジーのチャートの一例

リフレクソロジーは、アメリカが発祥である。アメリカ人医師であるウィリアム・フィッツジェラルド (William H. Fitzgerald) （1872年 - 1942年）が手術中の患者がベッドの梁などに手足を押し付ける行為を観察し、これを医学的に研究したところ、痛みを和らげる効果があることがわかり、「ゾーン・セラピー」という本を発表した。アメリカの理学療法士、ユーニス・イングハム (Eunice D. Ingham) （1899年 - 1974年）は、フィッツジェラルドのゾーン・セラピーを発展させ、足の特定の部位（内臓反射区）が身体の各部位に対応していることを突き止め、「フットチャート」（足の地図）を作ったが、医学的に認められているものではない。フットチャートは「足裏反射区図」と呼ばれることもあり、面としてとらえているところに特徴がある。
〔注〕フットチャートは、「足裏ツボ図」と表現されることもあるが、リフレクソロジーで刺激する反射区は、指圧点であるつぼ（経絡経穴）とはまったく関連性が無く「足裏ツボ図」という表現は正しくない（リフレクソロジーが"面"でとらえるのに比べ"つぼ"はバラバラの"点"でとらえていることをはじめとして、様々な相違点がある）。いわゆるマッサージ・あん摩・指圧とリフレクソロジーは似てはいるが、マッサージはフランス生まれであり、あん摩と指圧は中国の経絡経穴思想などの影響をうけて日本で誕生した手技であり、リフレクソロジーとは、起源や歴史、理論もまったく異なるものである。

### 台湾
スイス人宣教師ジョセフ・オイグスター（中国名：呉若石、1940年 - ）が信徒にリフレクソロジーを行い、台湾に広まった。若石(じゃくせき)健康法ともよばれる。スイス人看護師の本を参考にした施術であったという。

## イギリス
イギリスにおいてリフレクソロジーは看護師などの活動により、ホスピスにおける緩和ケアなど、患者中心のケア、患者のクオリティ・オブ・ライフに貢献している。
リフレクソロジーは、足裏などの皮膚の直下の組織の固さの微妙な違い（固い部分を彼らは「クリスタル」と呼んでいる）を施術者が親指で細やかに感じ取り、その時々の患者の健康の鍵となっている特定の部位を細やかに探りあてて、特定の部位に選択的に手技を施してゆくところに特徴がある。

## 日本
日本では「英国式」と「台湾式」と呼ばれるものが有名である。いずれも元はアメリカが発祥である。「中国式」は台湾式に中国の伝統医学を組み込んだものであることも多い。なお、リフレクソロジーと似た手技として観趾法（かんしほう）と呼ばれるものがあるが、これはリフレクソロジーとは起源も歴史も異なるものである。（詳しくは足裏健康法あるいは柴田観趾法の項を参照のこと）

### 普及の経緯
英国式リフレクソロジー専門の店舗については、元JALキャビンアテンダント藤田桂子がイギリスでの経験をもとに「英国式」と銘打ち、駅内、駅直近を中心に「Queensway」というリラクゼーションサロンの店舗を展開したのをきっかけに、多忙なOLやサラリーマン層を中心に利用者が広がった。それに追随する形で類似の店舗が広く普及した。
リフレクソロジー専門の店舗以外では、フットケアのサービスを行っていたものが、あらたにリフレクソロジーの手技を習得した者を採用したり、既存の従業員にリフレクソロジーの学校で手技を習得させるなどしてメニューに追加している例も多い。

### 厚生労働省見解のマッサージの定義
法律での定義はされていないが、無資格者マッサージ施術でエーワン（経営者は、あん摩マッサージ指圧師の有資格者）を摘発するにあたり、厚生労働省はマッサージの定義を「体重をかけ、対象者が痛みを感じる強さで行う行為」と回答している。また、厚生労働省（旧厚生省）は、無免許あん摩師の取り締まりの疑義照会とあん摩マッサージの定義について下記の通り公文書にて回答している。
昭和38年1月9日医発第8-2号（抜粋） 法第一条に規定するあん摩とは、人体についての病的状態の除去又は疲労の回復という生理的効果の実現を目的として行なわれ、かつ、その効果を生ずることが可能な、もむ、おす、たたく、摩擦するなどの行為の総称である。
平成15年11月18日医政医発第1118001号の疑義照会においても、あん摩マッサージ指圧の手技について厚生労働省医政局医事課長は「施術者の体重をかけて対象者が痛みを感じるほどの相当程度の強さをもって行うなど、あん摩マッサージ指圧師が行わなければ、人体に危害を及ぼし、又は及ぼすおそれのある行為については、同条のあん摩マッサージ指圧に該当するので、無資格者がこれを業として行っている場合には、厳正な対応を行うようお願いする。」と回答した。

### 関連法規
日本では、あん摩マツサージ指圧師、はり師、きゆう師等に関する法律（昭和22年12月20日公布）において、あん摩マッサージ指圧師免許もしくは医師免許（共に国家資格）がなければマッサージを業として行うことができない。しかし、マッサージの手技定義が法的に明文化されておらず、また患者に害のある行為だと立証されない限り「職業選択の自由」の観点から法的に禁止できないとの最高裁判断もあり、整体などと同様に野放しであるが職業選択の自由を言い分に国家資格領域の職種の侵害が行われた場合は、職業選択の自由を盾に危険性がない範囲であれば無資格者においても、日本の業務独占権の認められ各国家資格者が行う業務領域をも行うことができることになり、そもそも国家資格制度として法令化され業務独占権のある日本の各国家資格の制度の根幹が崩れることになる。この案件に対しては度々、国会でも法改正の質疑応答や議論はされている。
なお、法的には従来通りマッサージと表記して無資格者がマッサージを行うのは違法であり、厚生労働省通達でも保健所への取り締まり強化を指示している。これは、正規国家資格保持者と無資格者を混同せぬよう、また施術行為を広告で明示することで世間の混乱を抑える役目が期待されている。
あん摩マツサージ指圧師、はり師、きゆう師等に関する法律で、国家資格要件に罰金刑以上（死刑・無期懲役・有期懲役・禁固を含む）の刑罰を受けた者は取得国家資格がほぼ与えられない。
無資格者と名称問題では無資格及びマッサージの名称で宣伝広告して業務することは犯罪行為であり法律違反である。近年、厚生労働省は無資格者のマッサージ行為については取り締まり強化してきている。

### 法制化に関する問題
法制化運動までに至っていない。

#### 施術免許無資格者問題
名称の如何に関わらず、マッサージを業とできる者は医師以外では「あん摩マッサージ指圧師」の有資格者のみである。   
｛第一条　医師以外の者で、あん摩、マツサージ若しくは指圧、はり又はきゆうを業としようとする者は、それぞれ、あん摩マツサージ指圧師免許、はり師免許又はきゆう師免許(以下免許という。)を受けなければならない。（あん摩マツサージ指圧師、はり師、きゆう師等に関する法律より）｝   
しかし、あん摩マツサージ指圧師、はり師、きゆう師等に関する法律には、「あん摩」や「マッサージ」の行為・方法の定義がされていない為、職業選択の自由もあり「整体」や「整足」｢リラクゼーション｣などの看板を掲げ、無資格でマッサージ類似行為をする者が後を絶たず、また、柔道整復師による保険を利用した激安マッサージも問題になっている。

#### 施術名称問題
上記で注意が必要なのは、厚生労働省通達によると施術行為自体で違法とはならずとも、あん摩・マッサージ・指圧を標榜して類似行為を行えば「あん摩マツサージ指圧師、はり師、きゆう師等に関する法律」の違反となる見解を示している。また、「タイ式マッサージ」や「韓国マッサージ」「インド式マッサージ」などは有資格者でなくとも同法の第7条第2項違反となるので注意が必要である。   
｛第七条　あん摩業、マツサージ業、指圧業、はり業若しくはきゆう業又はこれらの施術所に関しては、何人も、いかなる方法によるを問わず、左に掲げる事項以外の事項について、広告をしてはならない。   
- 一　施術者である旨並びに施術者の氏名及び住所
- 二　第一条に規定する業務の種類
- 三　施術所の名称、電話番号及び所在の場所を表示する事項
- 四　施術日又は施術時間
- 五　その他厚生労働大臣が指定する事項
- ②　前項第一号乃至第三号に掲げる事項について広告をする場合にも、その内容は、施術者の技能、施術方法又は経歴に関する事項にわたつてはならない。（あん摩マツサージ指圧師、はり師、きゆう師等に関する法律より）｝

柔道整復師、理学療法士および助産師が行うマッサージに関しては手技療法を参照。

### 有国家資格者側の見解
あん摩マッサージ指圧師、はり師、きゅう師の国家資格を持つ者の団体からは様々な指摘がある。

## 効果にまつわる研究
エルンストらは1997年に、それまでの研究をまとめた論文を発表し、リフレクソロジーが治療効果を持つとする科学的根拠はない、と主張した。また2008年には別のグループによる、1996年以降に発表された研究をまとめた論文も発表されているが、こちらも同様の結論に達し、リフレクソロジーを治療に用いるのは薦められない、と述べた。
1997年の論文の著者の一人であるエルンストは、科学ジャーナリストのサイモン・シンとともに、代替医療の効果を批判的に検討した著書『代替医療のトリック』を2008年に発表したが、リフレクソロジーをその付録のなかで扱い、そこでは、リフレクソロジーがリラックスのための単なるマッサージ以上の医学的効果を持つとする科学的根拠はない、と主張した。リフレクソロジーでは「足の裏の部位と臓器等の間に繋がりがある」と考えるが、シン、エルンストらは、「その考えに生物学的な根拠はない」と述べ、さらに「臨床試験によれば、リフレクソロジーによる診断は信じるに値しない」と主張した。なお、彼らによれば、骨や関節に問題がある場合にはリフレクソロジーにより怪我をする危険性があると指摘しつつも、それ以外に重大な危険性は知られていないという。

## JKリフレ・メイドリフレ
近年日本では女子高生やメイド服などの衣装を着た店員が、上述のようなリフレクソロジーのサービスを行う「JKリフレ」や「メイドリフレ」と呼ばれるマッサージ店が東京・秋葉原や大阪・日本橋などを中心に増加している。
特に「JKリフレ」は女子高生の衣装を着た店員によるリフレクソロジー等の密着なサービスを売りにしているが、風俗店ではないことから18歳未満の少女を雇用しても風俗営業法違反にはならず、18歳未満の女子を含めた本物の女子高生が多く従業しているが、客である男性が少女からの密着なサービスを究極的に求めることによって、女性従業員への性的接触とつながりやすいために脱法風俗店となっており、児童買春などの犯罪の温床になっているとして問題視されている。